# Motyle różnoskrzydłe
Motyle różnoskrzydłe (Heteroneura) lub wędzidełkowce (Frenatae) – klad motyli klasyfikowany w randze infrarzędu.
Dawniej wędzidełkowcom (różnoskrzydłym) nadawano rangę podrzędu i przeciwstawiano jarzemkowcom (równoskrzydłym). Te drugie okazały się jednak nie być grupą monofiletyczną. Współcześnie motyle dzieli się na 4 podrzędy, a Heteroneura ma rangę infrarzędu w obrębie podrzędu Glossata. Wędzidełkowce stanowią w jego obrębie grupę siostrzaną dla Exoporia, tworząc wraz z nimi klad Neolepidoptera.
Charakterystyczna dla Heteroneura jest obecność na przedniej krawędzi tylnego skrzydła wędzidełka (frenulum), które przybiera formę płatka lub kolca i zaczepia się na spodzie przedniego skrzydła. U niektórych grup jednak wędzidełko wtórnie zanikło. Heteroneura cechują się także zredukowanym użyłkowaniem tylnych skrzydeł, wskutek czego liczba i układ żyłek są różne na obu parach. Z przodu żyłki medialnej na tylnych skrzydłach obecne są tylko dwie przednie żyłki poprzeczne. Uznaje się, że ta położona bardziej z przodu powstała z połączenia żyłki subkostalnej z radialną, a druga za trzonek żyłki R+Rs. Cecha ta uznawana jest za autapomorfię motyli różnoskrzydłych.
Motyle różnoskrzydłe stanowią największy infrarząd motyli. Należy tu ponad 99% wszystkich znanych gatunków motyli. Infrarząd ten dzieli się na 34 nadrodziny oraz 3 rodziny niesklasyfikowane w żadnej z nich (zobacz: systematyka Heteroneura).